# Barrikad

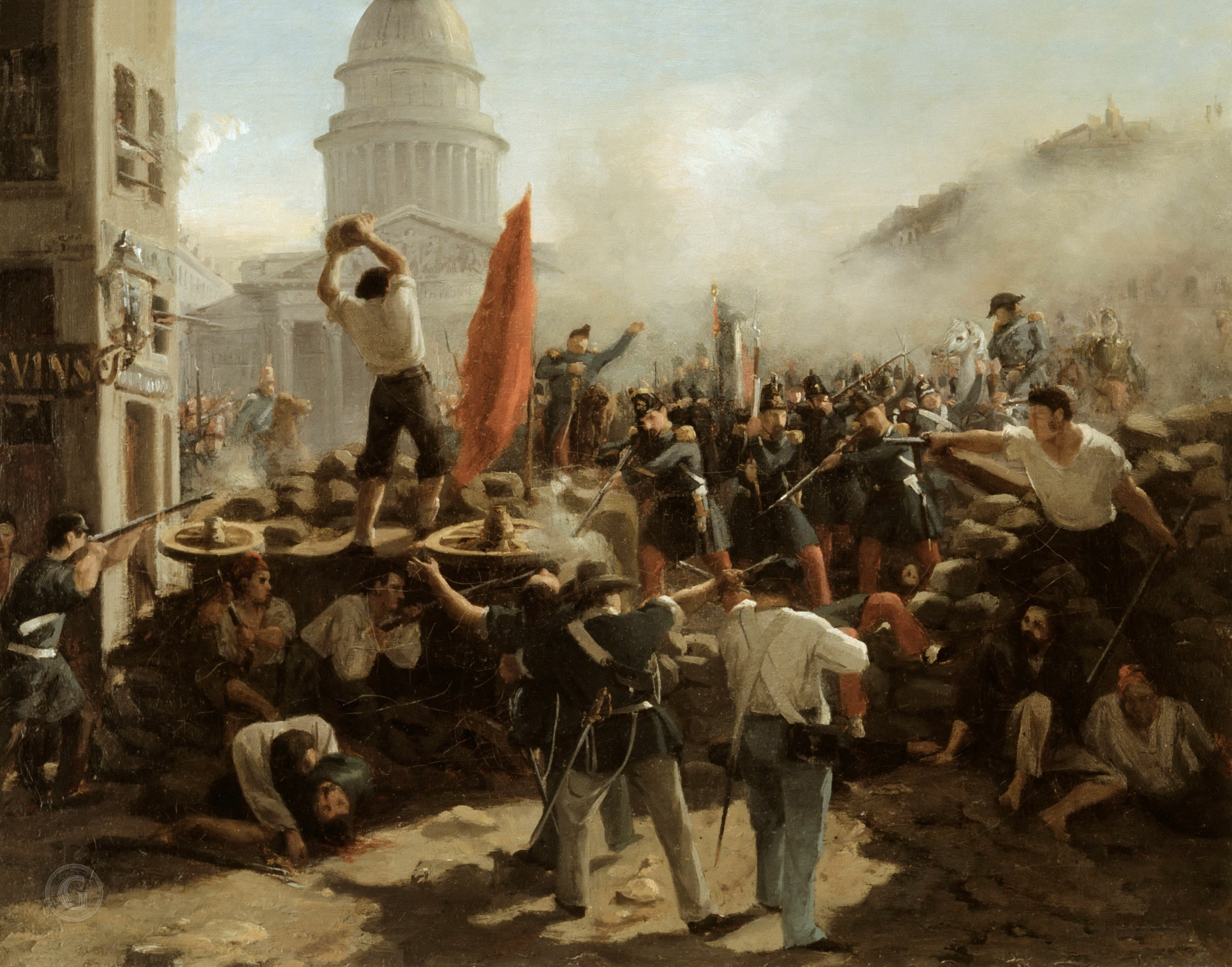
Barrikad vid Rue Soufflot i Paris den 24 juni 1848. Målning av Horace Vernet.

En barrikad (av franska: barricade, ursprungligen av vulgärlatin: barrica, "fat", "tunna") är en tillfällig anhopning av föremål avsedd att förhindra passage, ge skydd mot anfall eller isolera ett område.
Ordet har under modern tid framförallt associerats med gatustrider mellan ordningsmakt och civilbefolkning. 
Sedan franska revolutionen har revolter i städer ofta haft stor politisk betydelse och att bygga barrikader har då varit ett sätt att manifestera motstånd mot så väl polis som politiker.